# 2017年智利森林大火
2017年智利森林大火是2017年1月發生於智利南部多個區域的森林大火，範圍在科金博大区至湖大区之間，其中奥伊金斯将军解放者大区、马乌莱大区、比奥比奥大区等地災情較為嚴重。
智利政府表示部分森林大火可能是人為造成，森林大火隨著強風、高溫、持續热浪及低濕度的天氣加劇，被認為智利現代史上最嚴重的森林大火 。

## 國際援助
- 加拿大、 哥伦比亚、 法國、 墨西哥 及  葡萄牙也有提供協助.[5]
- 巴西 派出2架装备模块化机载灭火系统(MAFFS)（英语：Modular Airborne FireFighting System）的C-130運輸機。[6]
- 俄羅斯派出一架伊留申-76。
- 美国派出一架747超級滅火機。